# Nedansiljans kontrakt
Nedansiljans kontrakt var ett kontrakt inom Svenska kyrkan i Västerås stift. Kontraktet uppgick 2012 i Falu-Nedansiljans kontrakt.
Kontraktskoden var 0508.

## Administrativ historik
Kontraktet bildades 1995 genom överföring av församlingar enligt nedan:
Från Leksands kontrakt
- Leksands församling
- Djura församling
- Siljansnäs församling
- Gagnefs församling
- Mockfjärds församling
- Åls församling

Från Rättviks kontrakt
- Rättviks församling
- Boda församling
- Ore församling

Från Västerdals kontrakt
- Floda församling